# ميخائيل باتريك ريان
ميخائيل باتريك ريان هو سياسي كندي، ولد في 29 سبتمبر 1825 في مقاطعة تيبيراري في جمهورية أيرلندا، وتوفي في 18 يناير 1893 في مونتريال في كندا. حزبياً، نشط في Liberal-Conservative Party ‏. وقد انتخب عضو مجلس العموم الكندي.